# Skanörs distrikt
Skanörs distrikt är ett distrikt i Vellinge kommun och Skåne län. 
Distriktet ligger norr om Falsterbo.

## Tidigare administrativ tillhörighet
Distriktet inrättades 2016 och utgörs av en del av det område som före 1971 utgjorde Skanör med Falsterbo stad.
Området motsvarar den omfattning Skanörs församling hade 1999/2000.